# تشاك ميلر (مغني)
تشاك ميلر (بالإنجليزية: Chuck Miller)‏ هو عازف بيانو ومغني أمريكي، ولد في 30 أغسطس 1924، وتوفي في 15 يناير 2000.

## وصلات خارجية
- تشاك ميلر على موقع ميوزك برينز (الإنجليزية)
- تشاك ميلر على موقع ديسكوغز (الإنجليزية)